# 进步与社会主义党
进步与社会主义党（阿拉伯语：حزب التقدم والاشتراكية）是摩洛哥的一个左翼政党。该党成立于1974年，创始人是阿里·雅塔。该党的前身是1968年—1974年存在的解放与社会主义党，而解放与社会主义党又是1943年—1968年存在的摩洛哥共产党的继承者。1995年7月，该党召开“五大”，通过新的党章和政治经济社会纲领，放弃共产主义意识形态。1997年，该党分裂出民主力量阵线。